# Хайнрих Йоахим фон дер Шуленбург
Хайнрих Йоахим фон дер Шуленбург (на немски: Heinrich Joachim, Freiherr von der Schulenburg; * 11 февруари 1610 в Либерозе в Бранденбург; † 2 октомври 1665 в Любен, Бранденбург) е фрайхер от „Черната линия“ на род фон дер Шуленбург.
Той е син на Йоахим VII фон дер Шуленбург (1574 – 1619) и втората му съпруга Мария Хедвиг фон Дона († сл. 1668). Внук е на Рихард III фон дер Шуленбург (1547 – 1600) и Бригита фон Шьонберг († 1604). Правнук е на Йоахим II фон дер Шуленбург „Богатия“ (1522 – 1594) и София фон Велтхайм († 1558). Потомък е на Вернер VIII фон дер Шуленбург († 1445/1448). Сестра му Хедвиг София фон дер Шуленбург (1616 – 1642) се омъжва за фрайхер Зигфрид фон Китлиц († 1667).
Фамилията притежава „господството Либерозе“ от 1519 до 1943 г. Хайнрих Йоахим става през 1654 г. фогт на Долна Лужица до смъртта си. Той умира през 1665 г. без наследник и собственостите отиват на Ахац II фон дер Шуленбург от Бетцендорф в Алтмарк.

## Фамилия
Хайнрих Йоахим фон дер Шуленбург се жени за фрайин Ердмута фон Промниц (* 16 февруари 1630; † 7 юни 1650, Либерозе), дъщеря на граф Зигмунд Зайфрид фон Промниц-Плес (1595 – 1654) и Анна Маргарета фон Путбус (1604 – 1645). Бракът е бездетен.
Хайнрих Йоахим фон дер Шуленбург се жени втори път на 15 декември 1651 г. за Елеонора Магдалена фон Золмс в Барут (* 6 декември 1632; † 16 май 1669), дъщеря на граф Йохан Георг II фон Золмс-Барут (1591 – 1632) и графиня Анна Мария фон Ербах-Фюрстенау (1603 – 1663). Бракът е бездетен.